# Jessica (cantante)
Jessica Sooyoun Jung (hangŭl: 정 제시카 수연), nome coreano Jung Soo-yeon (정수연), nota semplicemente come Jessica (San Francisco, 18 aprile 1989) è una cantante, modella, attrice, imprenditrice, stilista e autrice sudcoreana, ex-membro del gruppo musicale Girls' Generation.

## Biografia
Nasce e cresce a San Francisco, in California. Durante una vacanza in Corea del Sud nel 2000, in un centro commerciale viene reclutata dalla S.M. Entertainment insieme alla sorella minore, che entra nelle f(x) con il nome di Krystal. Si allena per sette anni presso la casa discografica, prima di debuttare nel gruppo delle Girls' Generation.

## Carriera

### Cantante

#### Girls' Generation

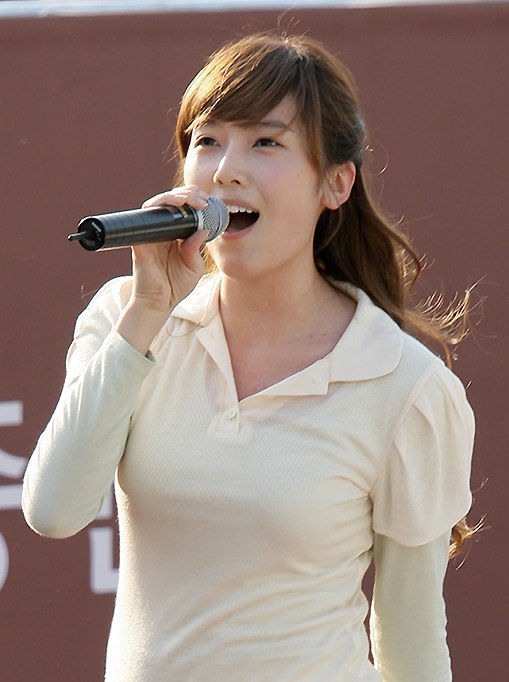
Jessica mentre si esibisce, 15 maggio 2008.

Le Girls' Generation debuttarono sulla scena sudcoreana il 5 agosto 2007, affermandosi nel 2009 come girl group nazionale. Il 30 settembre 2014, in seguito a un post di Jessica sul proprio profilo Weibo, la casa discografica rese noto che la cantante aveva deciso di cessare le proprie attività con il gruppo per concentrarsi su alcuni progetti personali. Jessica, da parte sua, dichiarò che le compagne avevano improvvisamente deciso di non sostenere più la sua decisione di lavorare anche nella moda come stilista, e che, nonostante l'appoggio dell'agenzia, aveva ricevuto una nota che le chiedeva di lasciare il gruppo.

#### Solista
Oltre alle attività con il gruppo, Jessica pubblicò due singoli con Seohyun e Tiffany: "Love Hate" e "Mabinogi (It's Fantastic!)" tra il 2008 e il 2009. Collaborò con gli 8Eight per il brano "I Love You" dal loro album Infinity, pubblicato il 3 marzo 2008. Duettò con Onew degli SHINee in "One Year Later", con Park Myung-soo in "Naengmyeon", e con Leeteuk, Sungmin, Donghae, Siwon, Ryeowook e Kyuhyun dei Super Junior e le compagne delle Girls' Generation Taeyeon, Sunny e Seohyun per "S.E.O.U.L.".
Il 13 ottobre 2010, Jessica pubblicò il singolo digitale "Sweet Delight". Nel 2011, partecipò alla colonna sonora del drama coreano Romance Town con il brano "Because Tears Are Overflowing". Seguirono altre canzoni per le colonne sonore delle serie televisive: "What To Do" feat. Kim Jin-pyo per Nanpokhan romance, "Butterfly" feat. Krystal per Areumda-un geudae-ege, "Heart Road" per Dae-wang-ui kkum. Cantò anche il brano promozionale "My Lifestyle" per la campagna pubblicitaria della Hyundai i30.
Nel 2013, eseguì "The One Like You" per la colonna sonora della serie Yeon-aejojakdan Cyrano, e nel 2014 "Say Yes" per il film Make Your Move insieme a sua sorella Krystal e a Kris degli EXO.
Il 17 maggio 2016 pubblicò With Love, J, il primo mini album da solista dopo l'uscita dalle Girls' Generation, prodotto dalla Coridel Entertainment. Fu pubblicato anche il video musicale di Fly, prima traccia estratta dall'album. Il 18 maggio uscì un secondo video musicale del brano Love Me the Same.

### Attrice
Jessica debuttò nell'adattamento coreano del musical Legally Blonde, al fianco di Lee Ha-nui e Kim Ji-woo: la produzione iniziò il 14 novembre 2009. Nel marzo 2010, fece un cameo nel drama coreano Oh! My Lady. Nel 2012, Jessica apparve in Nanpokhan Romance nel ruolo di Kang Jong-hee, primo amore del protagonista, per otto episodi. Quello stesso anno, riprese il suo ruolo in Legally Blonde al fianco di Eunji e Choi Woori. La prima performance fu il 28 novembre.

### Modella

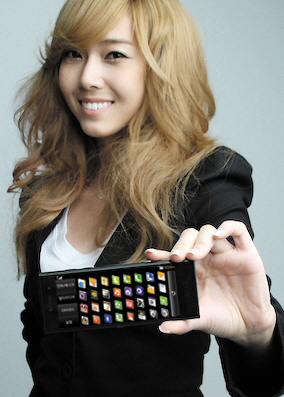
Jessica pubblicizza i telefoni LG nel 2009.

Insieme alle Girls' Generation, Jessica è apparsa come modella in numerose campagne pubblicitarie. All'inizio del 2011, posò per Dior Cosmetics insieme alle compagne Hyoyeon, Yuri, Tiffany, Sooyoung e Sunny. Sfilò per la prima volta in passerella per Lee Juyoung durante la settimana della moda di Seul 2011/2012. Apparve su Marie Claire per il marchio Levi's, e in un servizio fotografico sul numero di dicembre 2011 della rivista 1st Look.
Nel 2011, si classificò al quarantacinquesimo posto nella lista, stilata da Independent Critics List, dei volti più belli dell'anno. L'anno successivo fu quinta e, nel 2013, ventesima.
Nel 2012, Jessica diventò la modella di vari marchi come Banila Co., Hyundai Motors e Cartier. Jessica e Yoona raggiunsero a pari merito il secondo posto per il maggior numero di pubblicità individuali a cui avevano partecipato, venendo superate soltanto da Suzy delle miss A.
Il 17 agosto 2012, lei e la sorella Krystal divennero ambasciatrici per la squadra che avrebbero partecipato alle Olimpiadi Paraolimpiche di Londra. Successivamente, Jessica e Krystal parteciparono insieme alla compagna pubblicitaria per i gioielli STONEHENgE nel 2013.
Nel 2014, la casa di moda cinese Li Ning iniziò con Jessica una collaborazione dal titolo "LI-NING X Jessica", scegliendo la cantante come sua nuova modella. Jessica venne mostrata sul sito del marchio e su magliette, pantaloni e scarpe, alcuni dei quali riportavano il suo autografo.

### Altre attività
Nel 2009, Jessica fece un'apparizione speciale nel programma Infinity Challenge, durante la puntata estiva, in cui fu scelta per cantare un duetto, intitolato "Naengmyeon", con uno dei presentatori, Park Myung-soo. Fu un'ospite fissa nello show Happy Birthday da maggio fino al 7 giugno 2010, quando dovette rinunciare per dedicarsi alle attività oltreoceano delle Girls' Generation. Apparve con regolarità anche durante il programma Star King.
All'inizio di aprile 2014, Jessica e Krystal annunciarono che avrebbero avuto il loro personale reality show, Jessica & Krystal, su OnStyle. Il programma, iniziato il 3 giugno per una durata di 10 episodi, mostrò la vita privata delle due sorelle.
Nell'agosto 2014, Jessica lanciò la propria linea di moda, intitolata Blanc. All'inizio di ottobre, il nome venne modificato in Blanc & Eclare.

## Discografia
Per la discografia di Jessica con le Girls' Generation, si veda Discografia delle Girls' Generation

### EP
- 2016 – With Love, J  (Coridel Entertainment)
- 2016  – Wonderland (Coridel Entertainment)
- 2017  – My Decade (Coridel Entertainment)

### Singoli
- 2008 – "Mabinogi (It's Fantastic!)" (feat. Seohyun e Tiffany)
- 2009 – "Love Hate" (feat. Seohyun e Tiffany)
- 2010 – "Sweet Delight"
- 2016 – "Fly"
- 2016 – "Love Me The Same"
- 2016 – "Wonderland"
- 2017 – "봄이라서 그래 (Because it's spring)"
- 2018 - "One More Christmas"

### Colonne sonore
- 2011 – "Because Tears Are Overflowing" (Romance Town)
- 2012 – "What To Do" (feat. Kim Jin-pyo, Nanpokhan romance)
- 2012 – "Butterfly" (feat. Krystal, Areumda-un geudae-ege)
- 2012 – "Heart Road" (Dae-wang-ui kkum)
- 2012 – "My Lifestyle" (feat. Dok2)
- 2013 – "The One Like You" (Yeon-aejojakdan Cyrano)
- 2014 – "Say Yes" (feat. Krystal e Kris, Make Your Move)
- 2014 – "Cheap Creeper" (con Taeyeon, Tiffany, Seohyun e Sunny, Make Your Move)

## Libri
- Shine (2020)
- Bright (2022)

## Riconoscimenti
- Annual Barbie & Ken Awards
  - 2012 – Barbie coreana[33]
- SBS MTV Best of the Best
  - 2012 – Nomination Miglior cameo[34]
- The Musical Awards
  - 2013 – Premio popolarità
- Yahoo Asia Buzz Awards
  - 2014 – Artista coreana più cercata su Internet[35]
  - 2015 – Artista coreana più cercata su Internet

## Filmografia

### Drama televisivi
- Unstoppable Marriage (못말리는 결혼) - serie TV, episodio 64 (2008)
- Taehee, Hyekyo, Jihyun! (태희혜교지현이) - serie TV, episodio 126 (2009)
- Oh! My Lady (오! 마이 레이디) - serie TV, episodio 7 (2010)
- Wild Romance (난폭한 로맨스) - serie TV, episodi 7-22 (2012)

### Film
- I AM. (아이엠), regia di Choi Jin Sung (2012)
- I Love That Crazy Little Thing (那件疯狂的小事叫爱情), regia di Snow Zou (2016)
- My Other Home (我是马布里), regia di Larry Yang (2017)

### Programmi televisivi
- Music Station (ミュージックステーション) - programma televisivo (2007)
- Hey! Hey! Hey! Music Champ - programma televisivo (2007)
- Champagne (샴페인) - programma televisivo (2008)
- Factory Girl (소녀시대의 팩토리 걸) - programma televisivo (2008)
- We Got Married 1 (우리 결혼했어요) - programma televisivo, episodi 42, 45, 47, 52 (2009)
- Idol Show 3 (아이돌 군단의 떴다! 그녀 시즌 3) - programma televisivo, episodi 8-9 (2009)
- Star King (스타킹) - programma televisivo, episodi 105-106, 124, 131-132, 134, 141, 143-146, 148-149, 151-158, 160-162, 174, 176-177, 180, 182, 184, 191-193, 199-200 (2009, 2010, 2011)
- Radio Star (황금어장 라디오스타) - programma televisivo, episodi 83-84, 209, 312, 368 (2009, 2011, 2013, 2014)
- Infinite Challenge (무한도전) - programma televisivo, episodi 144, 160-161 (2009)
- Girls' Generation's Horror Movie Factory (소녀시대의 공포영화 제작소) - programma televisivo, episodi 1-2, 4-6 (2009)
- Girls' Generation's Hello Baby (소녀시대의 헬로 베이비) - programma televisivo, episodi 3-9, 11-13, 19-22 (2009)
- Girls' Generation Goes to School (소녀 학교에 가다) - programma televisivo (2009)
- Now Is The Era of Flower Boys (지금은 꽃미남 시대) - programma televisivo, episodi 12-13 (2009)
- Strong Heart (강심장) - programma televisivo, episodi 7-8, 23-24, 102, 165-166 (2009, 2010, 2011, 2013)
- Happy Together 3 (해피투게더) - programma televisivo, episodi 126, 248 (2009, 2012)
- SHINee Hello Baby (샤이니의 헬로 베이비) - programma televisivo, episodio 5 (2010)
- We Got Married 2 (우리 결혼했어요) - reality show, episodi 41, 68-70 (2010)
- Let's Go! Dream Team Season 2 (출발 드림팀 - 시즌 2) - programma televisivo, episodi 22, 106, 287 (2010, 2011, 2015)
- Right Now It's Girls' Generation (지금은 소녀시대) - programma televisivo (2010)
- Win Win (김승우의 승승장구) - programma televisivo, episodio 11 (2010)
- Family Outing 2 (패밀리가 떴다 2) - programma televisivo, episodi 10-11 (2010)
- Haha Mong Show (하하몽쇼) - programma televisivo, episodio 4 (2010)
- Running Man (런닝맨) - programma televisivo, episodi 4-5, 63-64, 141 (2010, 2011, 2013)
- Girls' Generation and the Dangerous Boys (소녀시대와 위험한 소년들)  - programma televisivo, episodi 1-5, 7-8, 11-12 (2011-2012)
- Taxi (현장 토크쇼 택시) - programma televisivo, episodio 239 (2012)
- Jonetsu Tairiku (情熱大陸) - programma televisivo, episodio 744 (2013)
- Jessica & Krystal (제시카 & 크리스탈) - programma televisivo (2014)
- The TaeTiSeo - programma televisivo, episodio 1 (2014)
- Chef Nic 2 (12道鋒味第二季) - programma televisivo (2015)
- Day Day Up (天天向上) - programma televisivo, episodio 581 (2016)
- Beauty Bible 2016 S/S (뷰티바이블 2016 - s/s) - programma televisivo (2016)
- Run for Time (全员加速中) - programma televisivo, episodio 12 (2016)
- Mix Nine (믹스나인) - programma televisivo, episodio 3 (2017)
- Jessica & Krystal - US Road Trip (제시카 & 크리스탈 - US 로드트립) - programma televisivo (2021)
- Sisters Who Make Waves 3 (乘风破浪第三季) - programma televisivo (2022)
- Infinity and Beyond (声生不息) - programma televisivo, episodio 7 (2022)
- Descending on the Training Room (突袭训练室) - programma televisivo, episodi 11-13 (2022)
- Sheng Sheng Ru Xia Hua (声声如夏花) - programma televisivo (2022)
- Hello, Saturday (你好星期六) - programma televisivo, episodio 33 (2022)